# Józef Mondschein
Józef Gabriel Mondschein (pseudonimy i kryptonimy: A. Ch., Andrzej Chmurny, Czarny John, Crataegus, Głóg, Idem, J. G. M., J. Mond., Jotem, Nemo, Nikt, Perseusz; ur. 15 marca 1883 w Siedlcach, zm. 14 listopada 1961 w Saint-Tropez) – polski pisarz, poeta, tłumacz i publicysta; związany z ruchem socjalistycznym. W wierszach (zbiory Z niedoli śląskiej, 1918, Ciernie śląskie, 1920, Miecz płomienisty, 1945), zbliżonych do nurtu polskiej poezji proletariackiej, poruszał głównie problemy narodowościowe i społeczne Śląska Cieszyńskiego; ponadto nowele, satyry; liczne przekłady.
Był synem Karola, właściciela ziemskiego, powstańca 1863 r., i Katarzyny z Modrzewskich. Wykształcenie średnie uzyskał w Siedlcach, miał potem studiować w Krakowie (jako wolny słuchacz na UJ?). Należał do kręgu przyjaciół Ludwika St. Licińskiego i pozostawał pod jego wpływem nie tylko literackim, ale i osobistym. W czasie pierwszej wojny światowej mieszkał na Morawach i zapewne tuż po jej zakończeniu przez rok był na Śląsku Cieszyńskim (o czym pisał do T. Regera w 1925 r.). Po odzyskaniu niepodległości był początkowo referentem w wydziale prasowym Ministerstwa Spraw Zagranicznych, a od r. 1920 kierownikiem Agencji Prasowej „Orient” w Wilnie. Po powrocie do Warszawy poświęcił się prawie wyłącznie pracy pisarskiej i przekładowej.
Działalnością literacką (w tym poezją) i publicystyczną zajmował się od wczesnej młodości. Na przestrzeni lat współpracował z wieloma polskimi pismami krajowymi (m.in. z „Krytyką”, „Naprzodem”, „Nową Reformą”, „Prawem Ludu”, potem z „Gazetą Literacką”, „Robotnikiem” i „Kameną”) oraz zagranicznymi, m.in. amerykańskimi i francuskimi („Narodowiec”, „Wiarus Polski”). W l. 1928–9 był redaktorem działu literackiego tygodnika „Świat i Ojczyzna”, wydawanego w Cieszynie (stąd znajomość z Gustawem Morcinkiem).
Wybuch drugiej wojny światowej zastał Mondscheina w Atenach, skąd udało mu się przedostać do Francji. Tam tułał się po różnych obozach i schroniskach dla uchodźców. Po wojnie przebywał w Strasburgu, a następnie do końca życia mieszkał w południowej Francji. Ostatnie 10 lat życia ciężko chorował. Po śmierci pochowany został w Plan-de-la-Tour w departamencie Var. we Francji. Był żonaty z Zofią Gulińską.
Mondschein tłumaczył na język polski książki autorów rosyjskich (Leonid Andriejew, Arkadij Awierczenko, Anton Czechow, Maksim Gorki, Władimir Korolenko, Aleksandr Kuprin, Fiodor Sołogub, Iwan Turgieniew), angielskich i amerykańskich (John Galsworthy, Jack London, Upton Sinclair, Mark Twain, próbował tłumaczyć Conrada), niemieckich (Immanuel Kant, Bernhard Kellermann, Thomas Mann), węgierskich (Dezső Kosztolányi, Sándor Petőfi), szwedzkich (August Strindberg), włoskich (Edmondo De Amicis) oraz duńskich (Jens Peter Jacobsen, a przede wszystkim Martin Andersen Nexø, do którego poznania w Polsce Mondschein wiele się przyczynił, przekładając m.in. „Dittę”, 1927–31, kilka wydań po 1945, „Pellego zwycięzcę”, 1937, też po 1945, „Wspomnienia” 1952–56).
Z własnej twórczości osobno wydał: Triumf Judasza (nowele, Warszawa 1908), Słowacki w Krakowie (satyry, Lwów 1908), Pożegnanie (poemat, Lwów 1908), Po pogromie (nowele i wiersze, Kraków 1913), Z niedoli śląskiej (wiersze, Cieszyn 1918), Stawanie na głowie u podnóża Parnasu (satyry poetyckie, Wilno 1920), Ciernie śląskie (poezje, Lwów 1920), Miecz płomienisty (poezje, Chambéry 1945, tu w zakończeniu autobibliografia). Twórczość literacka Mondscheina przeszła bez większego echa, jedynie pewną rolę odegrał tomik wierszy Ciernie śląskie. Wiersze spod Czecha i Niemca, wydany pod pseudonimem Andrzej Chmurny, z przedmową Artura Ćwikowskiego, pisany pod wyraźnymi wpływami czeskiego poety Petra Bezruča. W wierszach tych wyraził poeta radykalny protest przeciw uciskowi społecznemu i narodowemu na Śląsku Cieszyńskim, wprowadzając do niektórych wierszy akcenty rewolucyjne.